# IC 4555
IC 4555 ist eine Balken-Spiralgalaxie vom Hubble-Typ SBc im Sternbild Apus am Südsternhimmel. Sie ist schätzungsweise 113 Millionen Lichtjahre von der Milchstraße entfernt. 
Das Objekt wurde am 20. Juli 1900 von DeLisle Stewart entdeckt.